# やくみつゆ
やく みつゆ（1969年7月11日 - ）は、日本の俳優、ピン芸人。本名、前 大輔（まえ だいすけ）。和歌山県出身。現在はフリーで活動している。

## 来歴・人物
吉本総合芸能学院（NSC）大阪8期生。NSCの同期には千原兄弟、FUJIWARA、バッファロー吾郎、なだぎ武などがいる。NSC卒業後に上京しオフィス北野に所属した。専修大学を卒業した。体重70kg。特技はサッカーとテニス。
1994年から本名の前大輔で活動を開始した。その後2003年、『たけしの斎藤寝具店』内でルビー浅丘モレロ（ルビーあさおかモレロ）と改名した事を発表した。2004年まで、赤P-MANとブラック・ボックスを結成し活動していたがその後解散しピン芸人となる。ルビー・モレノと浅丘ルリ子をたして2で割ったような顔立ちが旧芸名の由来となった。
2001年、テレビ朝日系『大学王（キング）』の企画で受験勉強を始め、複数の大学に合格後、専修大学第二商学部へ進学し卒業した。
2009年1月から芸名をルビー浅丘モレロから大神クヒオ（おおがみクヒオ）と改名した。なお、この芸名の名付け親もビートたけしである。芸名の由来は大神源太とクヒオ大佐から。さらに『たけしのコマ大数学科』に出演した際に改名を提案され、同番組内で大神クヒオから犬神グヒオ（いぬがみグヒオ）・太神ダヒオ（ふとがみダヒオ）を経て最終的に東京名物大神本舗五百年（とうきょうめいぶつおおがみほんぽごびゃくねん）に決定（2011年11月より）した。
2013年5月5日に結婚した。
2013年8月1日・8月8日放送の『たけしの等々力ベース』で「低予算の結婚式道」としての企画が行われ、大神とその妻と共に師匠のたけしや芸人仲間からの祝福を受けた。その際にたけしから再改名が提案され、「壇四」、「今出翔」、「スギくん」、「ビッグダディ竹千代」、「じぇじぇじぇの鬼太郎」、「ダルビッチョ」、「ダイオウイカ夫」、「放尿時宗」、「錦ヶ浦あきら」、「東京名物大神支店2〜3年」、「埼玉名物ブリーダー殺し25年」等が挙がり、改めて改名するとされた。
2014年7月9日放送の『水曜日のダウンタウン』で「たけしはふざけて芸名を付ける」一例として出演した。サプライズゲストとして登場したたけしに対し直々に改名を提案された。たけしの提案した「おすぎとジーコ」「ハゲ＆前科」「壇四」「永五輔」「スギくん」「マック赤坂見附」「やくみつゆ」「ダイオウイカ夫」といった命名からダイオウイカ夫（ダイオウイカお）と改名した。
2017年3月17日にやくみつるの許可を受けた上で、やくみつゆに改名した。漢字表記は「薬味 汁」。
2019年12月9日にオフィス北野を退社した。今後はフリーの芸人として活動する。

## 芸風
ネタは主に一人コント。シュールな展開のネタが多いのも見所。代表ネタに「不器用な俳優」や「整形手術」などがある。
一人コント以外のネタで、『エンタの神様』や『たけしのコマネチ大学数学科』では「カッコいいかカッコ悪いか分からない台詞を言え」「金田一少年の事件簿の名台詞を可笑しく言え」など様々なミッションを、独特のワードを用いて一言発するネタも行っている。
他にも顔立ちが生瀬勝久に少し似てることから、ものまねを披露することもある。

## 出演

### テレビ
- 天才・たけしの元気が出るテレビ!!（日本テレビ）
- 爆笑オンエアバトル （NHK総合）戦績1勝4敗 最高365KB ※ブラック・ボックスとして出場
- 特捜TV!ガブリンチョ （テレビ朝日）
- 超次元タイムボンバー（テレビ朝日）
- 神出鬼没!タケシムケン（テレビ朝日）
- AHERA（テレビ朝日）
- 大学王（キング）（テレビ朝日）
- 朝までたけし軍団（テレビ朝日）
- タイムショック21（テレビ朝日）
- ここがヘンだよ日本人（TBSテレビ）
- 桂芸能社ポンッ!（TBSテレビ）
- ウッチャンナンチャンの炎のチャレンジャーこれができたら100万円!! （テレビ朝日）
- 電波少年に毛が生えた 最後の聖戦（日本テレビ）- 「日本ポッチャリ党」に出演。
- たけしの誰でもピカソ （テレビ東京）
- マジ☆ワラ（テレビ東京）
- あらびき団 （TBSテレビ） - 「1周年記念90分拡大SP」（2008年10月1日）ではルビー浅丘モレロとして、2009年5月13日放送では赤P-MAN、お宮の松との「ガムテープレスラー」として出演
- エンタの神様（日本テレビ） - 2009年4月25日初出演、キャッチコピーは「降臨する迷ゼリフ」→「偽りの役者魂」
- 爆笑!ものまねウォーズ（TBSテレビ、2011年1月2日）
- 足立区のたけし、世界の北野（フジテレビ）
- たけしの斎藤寝具店（フジテレビ）
- たけしのコマ大数学科（フジテレビ、2011年10月31日）
- 土曜スペシャル「年末年始でも1万円以下の人気宿」（テレビ東京、2012年12月15日） - ガダルカナル・タカ、マキタスポーツと共に出演。
- たけしの等々力ベース（BSフジ）
- 北野演芸館〜たけしが本気で選んだ芸人大集結SP〜（毎日放送・TBS系、2013年9月1日）
- おはスタ（テレビ東京、2013年9月5日） - 「ひなこ姫を起こせ!」に出演
- とんねるずのみなさんのおかげでした「博士と助手〜細かすぎて伝わらないモノマネ選手権〜」（フジテレビ）- 2013年12月26日（第19回）初出場
- 超ハマる!爆笑キャラパレード（フジテレビ）- 2016年8月6日出演
- あらぶんちょ!　お笑いランチ部レギュラー出演（東京ケーブルネットワーク）
- フジモンが芸能界から干される前にやりたい10のこと（AbemaTV）- 2017年8月30日出演。同期の藤本敏史（FUJIWARA）と千原ジュニア、チャンス大城と共演。
- 水曜日のダウンタウン（TBSテレビ）

### テレビドラマ
- 警部補 矢部謙三2 第5話（2013年8月9日、テレビ朝日） - ジナーン王子 役
- 破門 第1話（2015年1月9日、BSスカパー!） - 現場主任 役

### 映画
- Dolls（2002年）
- 座頭市（2003年）
- デスノート（2006年）
- アキレスと亀（2008年）

### 舞台
- ゴブレイプロジェクト 舞台版まいっちんぐマチコ先生（2013年2月） - 山形国男 役

### その他
- （ライブ）オフィス北野
- Nプルプル
- ビタミン寄席
- バカ爆走
- みひリナのヨンイチ（WEB配信、みひリナ水泳大会・もしかするともしかするかもしれないツアーズに特別ゲストとして出演）